# Jesse Marsch
Jesse Alan Marsch, född 8 november 1973, är en amerikansk fotbollstränare och tidigare spelare. Han är sedan 2024 förbundskapten i Kanadas landslag.

## Tränarkarriär
Den 28 februari 2022 blev Marsch klar som ny huvudtränare i Leeds United som ersättare till Marcelo Bielsa. Den 6 februari 2023 blev han avskedad av klubben.
Den 13 maj 2024 blev Marsch anställd som ny förbundskapten i Kanadas landslag.